# Andrónico Paleólogo (yerno de Teodoro I)
Andrónico Paleólogo (en griego: Ἀνδρόνικος Παλαιολόγος; fallecido alrededor de 1216) era el yerno y heredero de Teodoro I Láscaris, emperador de Nicea, en la década de 1210.

## Biografía
Andrónico es una figura muy oscura. Como R. Macrides escribe, «casi todo lo que se sabe de él [...] ha sido discutido: su identidad/nombre, la fecha de su matrimonio, la fecha de su muerte, la causa de su muerte». Nada se sabe de su origen y primeros años de vida, e incluso su nombre es incierto, ya que el metropolitano de Éfeso, Nicolás Mesarita, quien ofició su matrimonio, lo llama «Constantino Ducas Paleólogo» en un sermón suyo. Todos los cronistas bizantinos, por otra parte, empezando con Jorge Acropolita que es la fuente principal de su vida, lo llaman Andrónico y se acredita que el nombre diferente en el relato de Mesarite es un error de transcripción de un copista posterior.
Andrónico es mencionado por primera vez por Acropolita como participante en la campaña de 1211 contra el Imperio latino, que terminó con la derrota nicena en la batalla del Ríndaco. Durante el transcurso de la campaña, el emperador latino Enrique de Flandes también tomó las ciudades de Lentiana y Pemaneno. Andrónico era evidentemente uno de los principales comandantes durante el asedio de Lentiana, y fue capturado pero luego fue puesto en libertad por los latinos. Debido al orden cronológico de la narración de Acropolita, el matrimonio de Andrónico con Irene Láscarina, la hija mayor del emperador de Nicea Teodoro I, era, antiguamente, considerada como contemporánea a los eventos de 1211, sin embargo, hoy en día, se fecha en febrero de 1216.  Después de su matrimonio Andrónico fue ascendido al rango supremo de déspota y se convirtió en el heredero natural de Teodoro, ya que este último no tuvo hijos. Murió poco después, sin embargo, de una «condición sexual» no identificada según Acropolita, e Irene se volvió a casar con Juan Ducas Vatatzés, quien finalmente sucedió a Teodoro I como emperador.